# Il cavaliere del toboga
Il cavaliere del toboga (Der Rodelkavalier) è un film muto del 1918 diretto da Ernst Lubitsch.

## Trama
Quando suo padre, il commerciante Hannemann, le presenta un pretendente che non le piace, Ossi scappa di casa e si rifugia in un villaggio in mezzo alla neve dove incontra Sally Pinner. Ma neanche Sally si rivela essere un buon candidato al matrimonio. Finalmente, un terzo candidato si dimostra perfetto per Ossi, con gran dispiacere di papà Hannemann.

## Produzione
Il film fu prodotto da Paul Davidson per la Projektions-AG Union (PAGU).

## Distribuzione
Distribuito dall'Universum Film (UFA), il film venne proiettato in pubblico per la prima volta a Berlino il 1º marzo 1918.